# Scoparia longipennis
Scoparia longipennis là một loài bướm đêm trong họ Crambidae.